# ババク・ナジャフィ
ババク・ナジャフィ（Babak Najafi、ペルシア語: بابک نجفی、1975年9月14日 - ）は、スウェーデンの映画監督。

## 略歴
1975年にイランで産まれるが、11歳の頃にイラン・イラク戦争により難民として逃れスウェーデンのウプサラに移住する。
その後、ストックホルムの演劇学校でドキュメンタリー製作を学び、多くの短編映画を撮影。長編デビュー作となる『Sebbe』にて、ゴールデン・ビートル賞の最優秀賞に輝き、ベルリン国際映画祭では初監督作品賞を受賞している。
2016年、『エンド・オブ・キングダム』にてハリウッドデビューを果たす。

## フィルモグラフィ
| 製作年 | タイトル                                   | 製作国         | クレジット | クレジット | クレジット | ノート                            |
| 製作年 | タイトル                                   | 製作国         | 監督       | 脚本       | 撮影       | ノート                            |
| ------ | ------------------------------------------ | -------------- | ---------- | ---------- | ---------- | --------------------------------- |
| 2010   | Sebbe                                      | スウェーデン   | Yes        | Yes        | No         | 長編映画デビュー作                |
| 2012   | Easy Money II: Hard to Kill                | スウェーデン   | Yes        | Yes        | No         |                                   |
| 2013   | The Day My Dad Was Shot                    | スウェーデン   | Yes        | Yes        | Yes        |                                   |
| 2014   | バンシー Banshee                           | アメリカ合衆国 | Yes        | No         | No         | テレビドラマシリーズ、2エピソード |
| 2015   | Boys                                       | スウェーデン   | No         | Yes        | No         | 短編映画                          |
| 2016   | エンド・オブ・キングダム London Has Fallen | アメリカ合衆国 | Yes        | No         | No         |                                   |
| 2018   | プラウド・メアリー Proud Mary              | アメリカ合衆国 | Yes        | No         | No         |                                   |

## リンク
- ウィキメディア・コモンズには、ババク・ナジャフィに関するカテゴリがあります。
- ババク・ナジャフィ - allcinema
- ババク・ナジャフィ - KINENOTE
- Babak Najafi - IMDb（英語）